# مدریسه
مدریسه (به عربی: مدريسة) یک شهرداری در الجزایر است که در استان تیارت واقع شده‌است. مدریسه ۲۶۵ کیلومتر مربع مساحت و ۱۵٬۲۹۳ نفر جمعیت دارد.